# Passo Fossa del Lupo
Il passo Fossa del Lupo (878 m) è un valico delle Serre settentrionali, tra le preserre catanzaresi e vibonesi.

## Posizione geografica
È il terzo passo più settentrionale della catena delle Serre, dopo il passo di Catanzaro e il passo della Rutta, posto a 878 m.s.l.m sulle pendici settentrionali della Serralta di San Vito (1023), fra i territori dei comuni di Cortale, Cenadi, Filadelfia, Jacurso e Polia. Oltre a queste località il passo collega i territori di Curinga attraverso la Serra del Gelo (883) e il Timpone del Monaco (916), Girifalco passando per i monti Andrea (842) e Covello (848), San Vito sullo Ionio attraverso la Serralta e il monte Acido (956) e Vallefiorita attraverso il monte Pompulello (880). Tra il valico e il monte Contessa (881), che si trova più a nord, ci sono delle grandi valli e conche. Nei pressi del passo, inoltre, ha la sorgente il torrente Pesipe.